# Championnat du Brésil de football de deuxième division 1996
Navigation
Serie B 1995 Serie B 1997
La saison 1996 de Série B est la dix-septième édition du championnat du Brésil de football de deuxième division, qui constitue le deuxième échelon national du football brésilien. 

## Compétition
Cette année 25 équipes participent au championnat, en fin de saison les deux premiers sont promus en  championnat du Brésil 1997.
Au premier tour les équipes sont réparties dans 5 groupes de cinq équipes. Les équipes se rencontrent deux fois, les trois premiers de chaque groupe se qualifient pour le tour suivant en compagnie du meilleur quatrième. Les trois équipes avec le moins de points sont reléguées en Serie C.
Au deuxième tour, les 16 équipes qualifiées disputent un huitième de finale en match aller et retour, les vainqueurs disputent ensuite un quart de finale. Les quatre vainqueurs des quarts de finale sont qualifiés pour le tour finale.
Le premier du tour final est déclaré champion de deuxième division et est promu en championnat du Brésil 1997 avec le vice-champion.

### Tour final
| Rang | Équipe                 | Pts | J | G | N | P | Bp | Bc | Diff |
| ---- | ---------------------- | --- | - | - | - | - | -- | -- | ---- |
| 1    | União São João         | 11  | 6 | 3 | 2 | 1 | 11 | 8  | +3   |
| 2    | América FC (Natal)     | 9   | 6 | 3 | 0 | 3 | 8  | 12 | -4   |
| 3    | Clube Náutico          | 8   | 6 | 2 | 2 | 2 | 10 | 6  | +4   |
| 4    | Londrina Esporte Clube | 5   | 6 | 1 | 2 | 3 | 8  | 11 | -3   |

União São João gagne son premier titre de champion de deuxième division et est promu en championnat du Brésil 1997 avec le vice-champion América FC .